# Église Saint-Michel du Havre
Pour les articles homonymes, voir Église Saint-Michel.
L'église Saint-Michel est un édifice moderne en béton du centre-ville reconstruit du Havre, en France.
Achevé en 1964 et consacré le 25 avril 1965 par le cardinal Martin, archevêque de Rouen, cet ouvrage de l'architecte Henri Colboc remplace une première église du Havre qui datait de 1661, elle sera remaniée vers 1880, avec la construction d'un clocher de style néo-byzantin pour remplacer un plus petit auparavant. Elle sera détruite par l'incendie qui ravaga le centre ville du Havre, le 5 septembre 1944.
L'église est dotée d'un clocher séparé haut de 47 mètres ; ses vitraux sont le travail de l'atelier Boutzen.
L'église est présente dans l'inventaire général du patrimoine culturel.

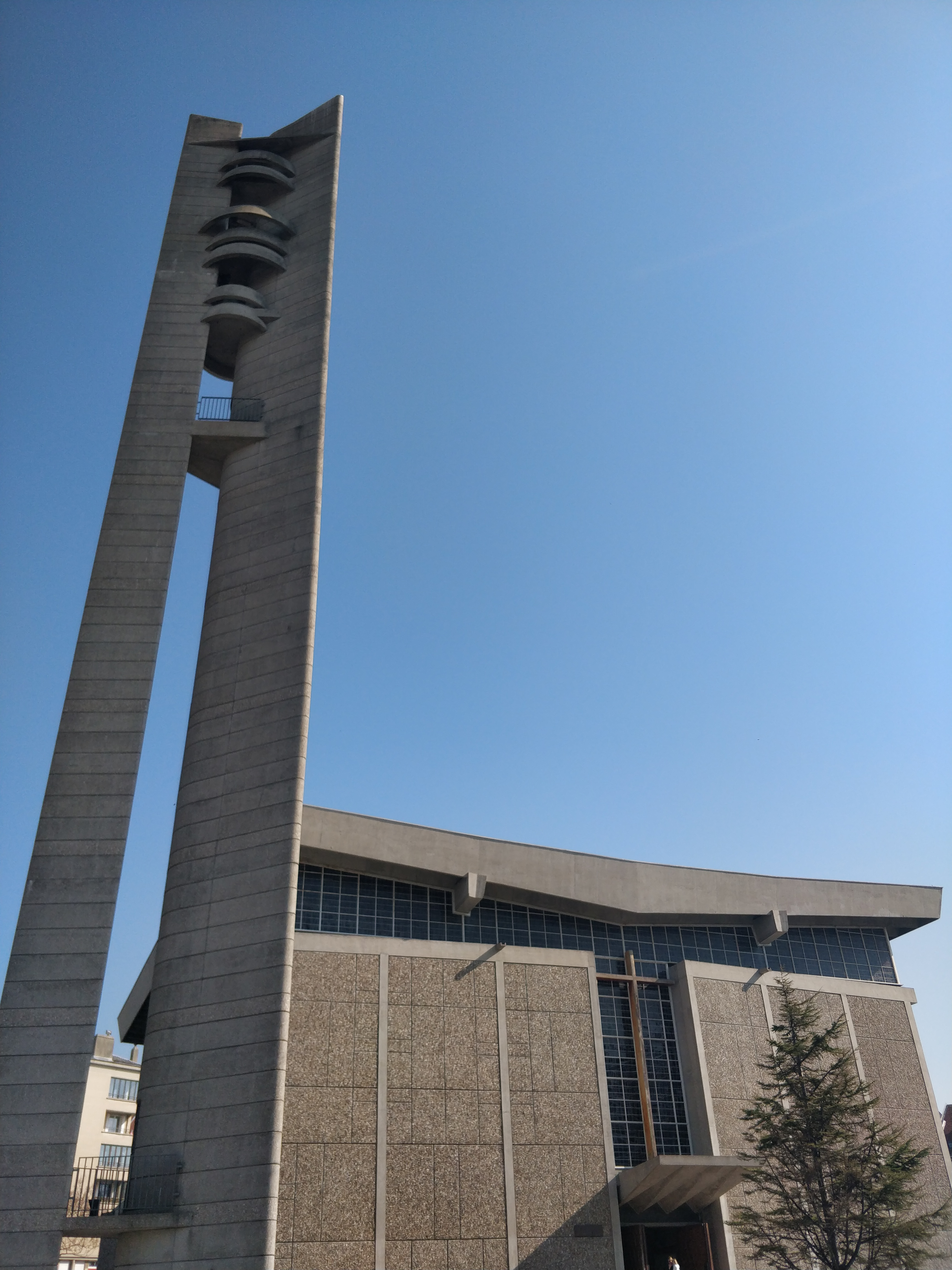
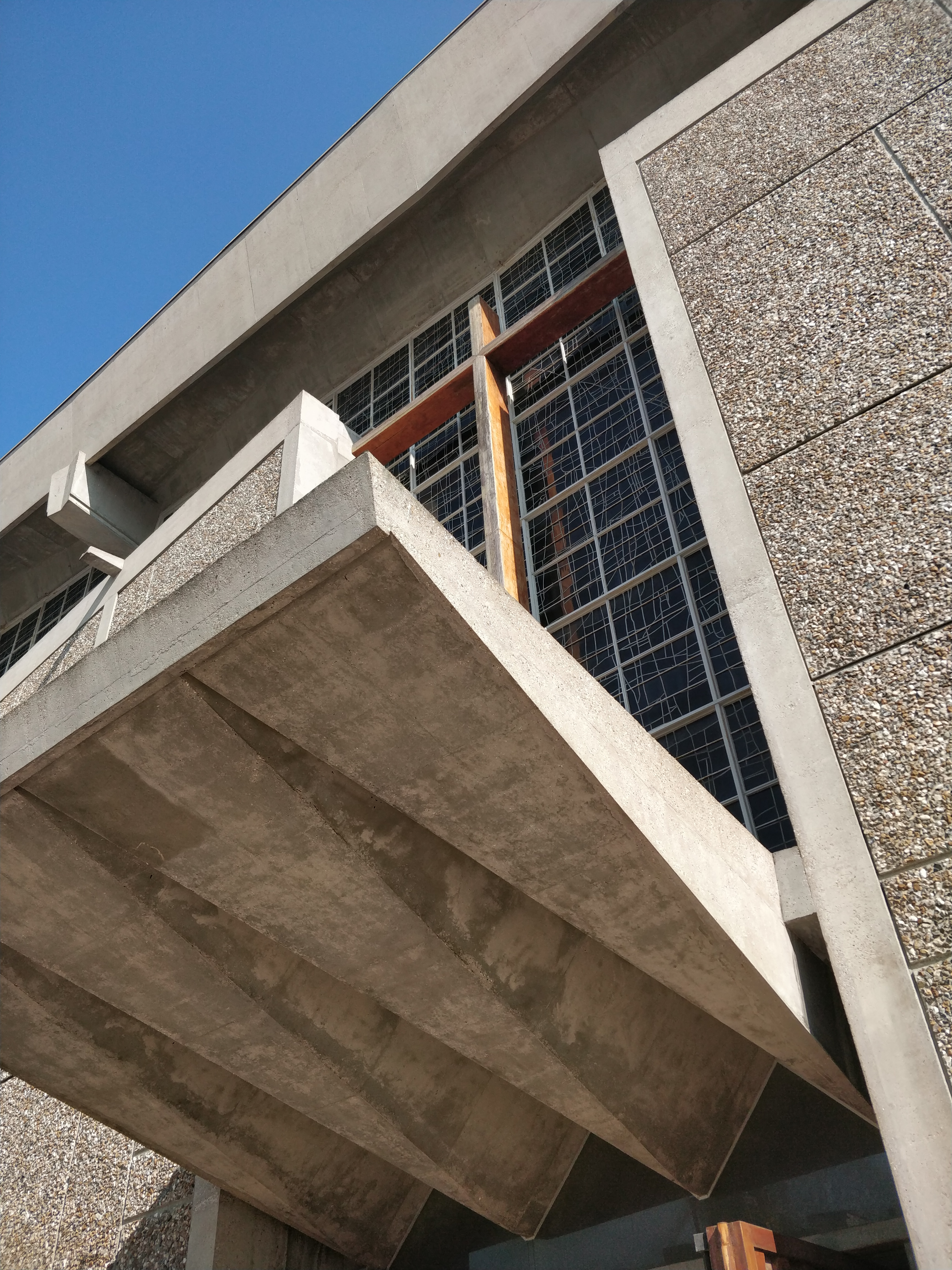
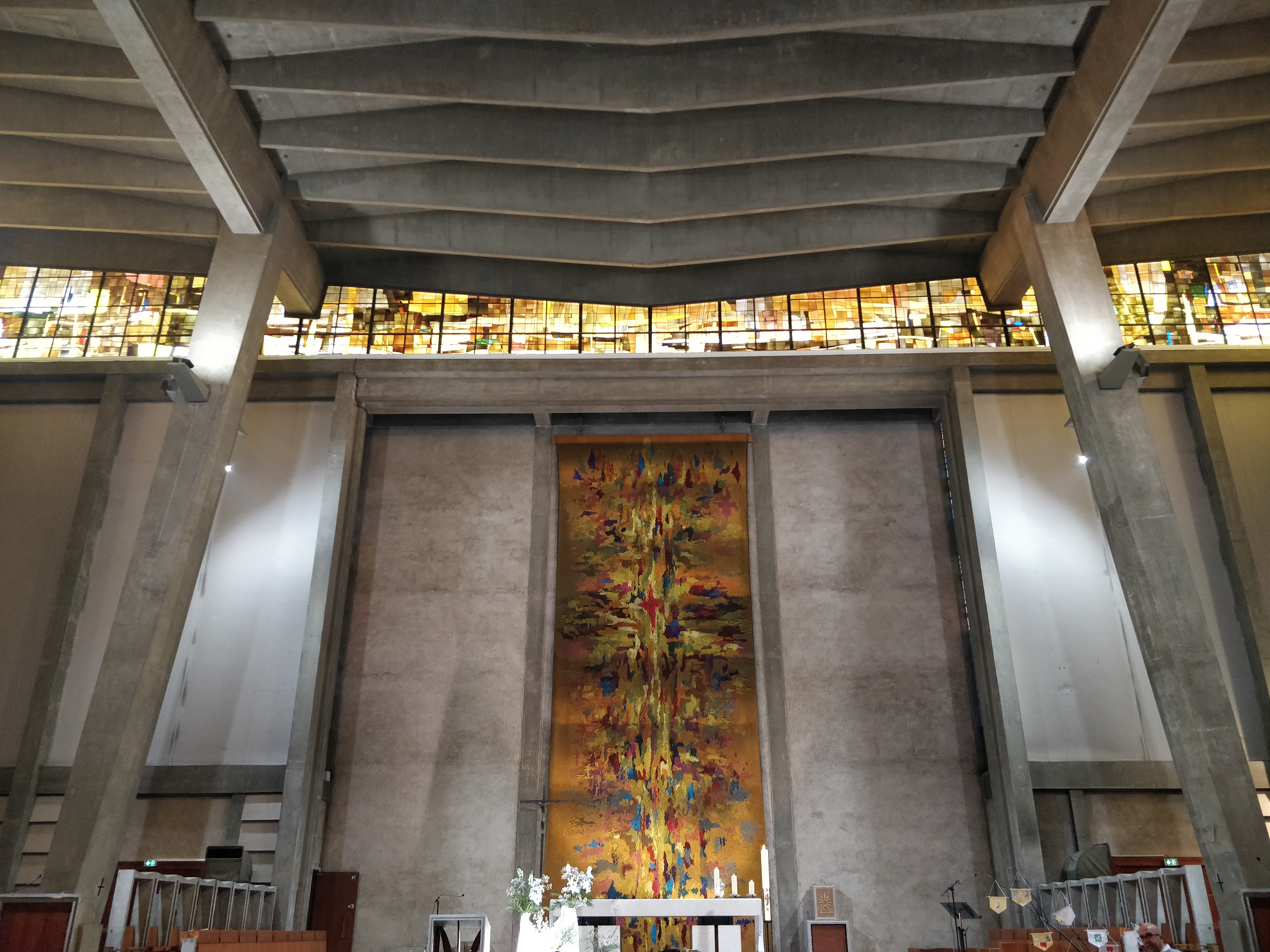
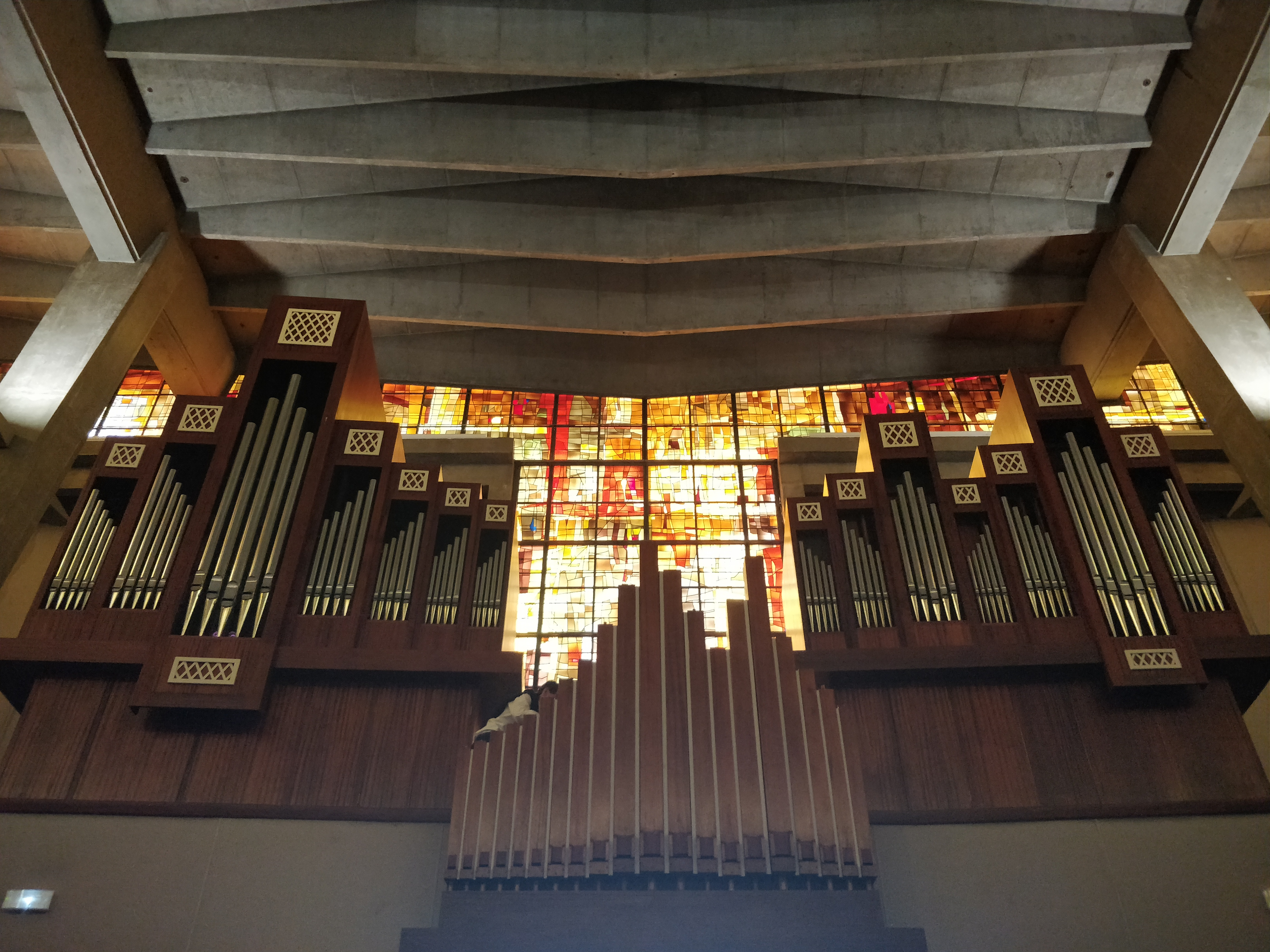
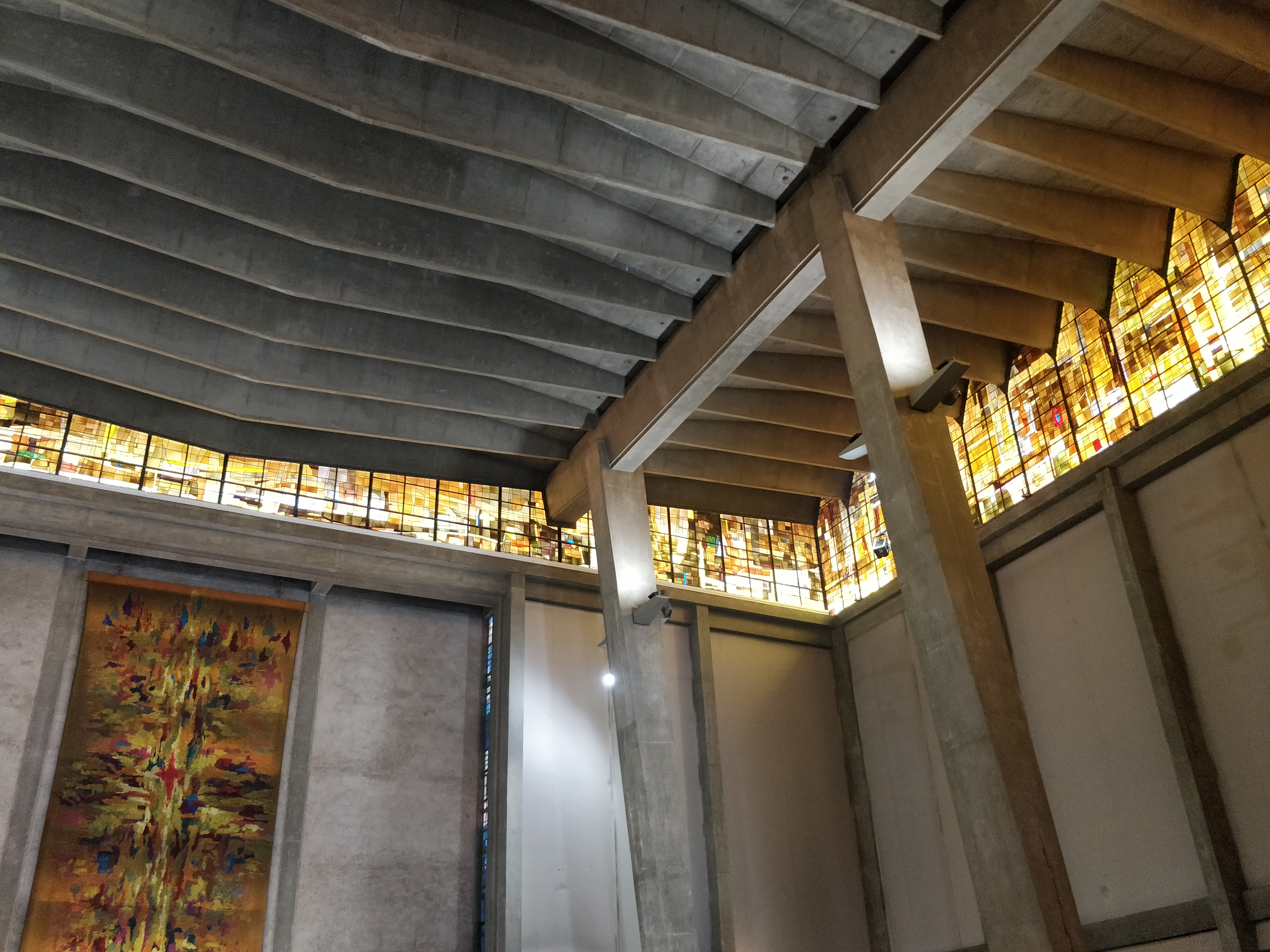
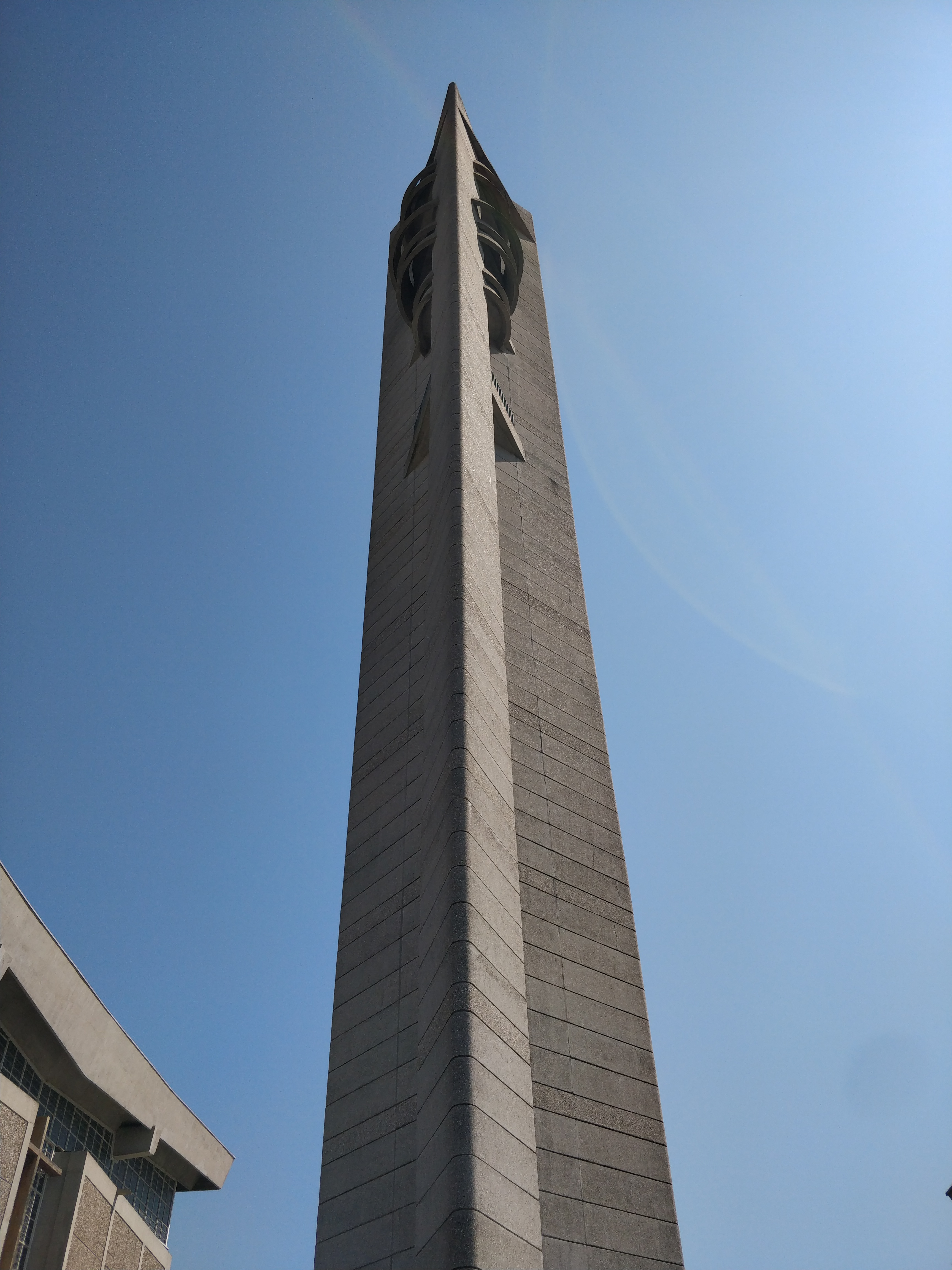